# Великий Жванчик
Великий Жванчик (укр. Великий Жванчик) — село в Дунаевецком районе Хмельницкой области Украины.
Население по переписи 2001 года составляло 1584 человека. Почтовый индекс — 32473. Телефонный код — 3858. Занимает площадь ~3,908 км². Код КОАТУУ — 6821880601.

## Местный совет
32473, Хмельницкая обл., Дунаевецкий р-н, с. Великий Жванчик, ул. Центральная, 57